# I liga brazylijska w piłce nożnej (1995)
Brazylia 1995
Mistrzem Brazylii został klub Botafogo FR, natomiast wicemistrzem Brazylii - klub Santos FC.
Do Copa Libertadores w roku 1996 zakwalifikowały się następujące kluby:
- Botafogo FR (mistrz Brazylii)
- Corinthians Paulista (zwycięzca Copa do Brasil)
- Grêmio Porto Alegre (obrońca tytułu)

Do Copa CONMEBOL w roku 1996 zakwalifikowały się następujące kluby:
- Fluminense FC
- SE Palmeiras
- CA Bragantino
- CR Vasco da Gama

Dwa najsłabsze kluby spadły do drugiej ligi (Campeonato Brasileiro Série B)
- Paysandu SC
- União São João EC

Do pierwszej ligi awansowały dwa najlepsze kluby drugiej ligi:
- Athletico Paranaense (mistrz drugiej ligi)
- Coritiba FBC (wicemistrz drugiej ligi)

## Campeonato Brasileiro Série A - sezon 1995
Liga podzielona została na dwie grupy - A i B. W pierwszym etapie drużyny w poszczególnych grupach grały ze sobą systemem każdy z każdym po jednym meczu. W drugim etapie każda drużyna z grupy A grała po jednym meczu z każdą drużyną z grupy B. Zwycięzca grupy A w pierwszym etapie walczył o prawo gry w finale ze zwycięzcą grupy A w drugim etapie. Analogicznie zwycięzca grupy B w pierwszym etapie walczył o finał ze zwycięzcą grupy B w drugim etapie.

### Pierwszy etap

#### Kolejka 1
| Data             | Mecz                                     |
| ---------------- | ---------------------------------------- |
| 19 sierpnia 1995 | EC Vitória - Botafogo FR 2:2             |
| 19 sierpnia 1995 | Santos FC - Goiás EC 1:1                 |
| 19 sierpnia 1995 | SE Palmeiras - Guarani FC 3:0            |
| 20 sierpnia 1995 | Cruzeiro EC - EC Juventude 0:0           |
| 20 sierpnia 1995 | Paraná Clube - Grêmio Porto Alegre 2:0   |
| 20 sierpnia 1995 | Fluminense FC - Criciúma 1:0             |
| 20 sierpnia 1995 | Sport Recife - Portuguesa 0:0            |
| 6 września 1995  | Corinthians Paulista - CA Bragantino 1:2 |

#### Kolejka 2
| Data             | Mecz                                  |
| ---------------- | ------------------------------------- |
| 23 sierpnia 1995 | Botafogo FR - Paysandu SC 3:1         |
| 23 sierpnia 1995 | CA Bragantino - SE Palmeiras 0:2      |
| 23 sierpnia 1995 | EC Juventude - Paraná Clube 1:2       |
| 24 sierpnia 1995 | Guarani FC - Corinthians Paulista 2:1 |
| 24 sierpnia 1995 | EC Bahia - Fluminense FC 0:1          |
| 28 sierpnia 1995 | Grêmio Porto Alegre - Cruzeiro EC 2:0 |
| 16 września 1995 | Portuguesa - Santos FC 0:2            |

#### Kolejka 3
| Data             | Mecz                                   |
| ---------------- | -------------------------------------- |
| 26 sierpnia 1995 | Paraná Clube - SE Palmeiras 1:0        |
| 26 sierpnia 1995 | Santos FC - CR Vasco da Gama 3:5       |
| 27 sierpnia 1995 | Botafogo FR - Guarani FC 3:1           |
| 27 sierpnia 1995 | CR Flamengo - CA Bragantino 2:1        |
| 27 sierpnia 1995 | Cruzeiro EC - Corinthians Paulista 2:0 |
| 27 sierpnia 1995 | Paysandu SC - EC Vitória 1:1           |
| 27 sierpnia 1995 | União São João EC - Fluminense FC 1:3  |
| 27 sierpnia 1995 | São Paulo - Atlético Mineiro 1:1       |
| 27 sierpnia 1995 | Portuguesa - Goiás EC 2:1              |
| 27 sierpnia 1995 | SC Internacional - Criciúma 2:2        |
| 27 sierpnia 1995 | EC Bahia - Sport Recife 1:1            |
| 9 września 1995  | EC Juventude - Grêmio Porto Alegre 1:1 |

#### Kolejka 4
| Data             | Mecz                                     |
| ---------------- | ---------------------------------------- |
| 30 sierpnia 1995 | CA Bragantino - Botafogo FR 1:0          |
| 30 sierpnia 1995 | Corinthians Paulista - Paraná Clube 1:1  |
| 30 sierpnia 1995 | Paysandu SC - EC Juventude 2:0           |
| 30 sierpnia 1995 | CR Vasco da Gama - União São João EC 1:0 |
| 30 sierpnia 1995 | Fluminense FC - Santos FC 1:0            |
| 30 sierpnia 1995 | Goiás EC - São Paulo 0:0                 |
| 30 sierpnia 1995 | Atlético Mineiro - Portuguesa 2:2        |
| 30 sierpnia 1995 | Criciúma - Sport Recife 1:0              |
| 31 sierpnia 1995 | Guarani FC - CR Flamengo 0:0             |
| 31 sierpnia 1995 | SE Palmeiras - Cruzeiro EC 2:3           |
| 31 sierpnia 1995 | SC Internacional - EC Bahia 2:1          |
| 7 września 1995  | EC Vitória - Grêmio Porto Alegre 2:0     |

#### Kolejka 5
| Data            | Mecz                                     |
| --------------- | ---------------------------------------- |
| 3 września 1995 | CR Flamengo - SE Palmeiras 1:2           |
| 3 września 1995 | Guarani FC - Paraná Clube 1:0            |
| 3 września 1995 | Grêmio Porto Alegre - Paysandu SC 1:1    |
| 3 września 1995 | Portuguesa - CR Vasco da Gama 3:3        |
| 3 września 1995 | Santos FC - Criciúma 1:0                 |
| 3 września 1995 | União São João EC - SC Internacional 0:1 |
| 3 września 1995 | EC Bahia - Atlético Mineiro 2:0          |
| 3 września 1995 | Sport Recife - Goiás EC 2:3              |
| 9 września 1995 | Botafogo FR - Corinthians Paulista 2:1   |
| 9 września 1995 | São Paulo - Fluminense FC 1:1            |

#### Kolejka 6
| Data             | Mecz                                 |
| ---------------- | ------------------------------------ |
| 3 września 1995  | CA Bragantino - Cruzeiro EC 2:1      |
| 6 września 1995  | Paysandu SC - CR Flamengo 2:0        |
| 6 września 1995  | Atlético Mineiro - Sport Recife 0:0  |
| 7 września 1995  | São Paulo - União São João EC 2:0    |
| 7 września 1995  | CR Vasco da Gama - Fluminense FC 0:0 |
| 7 września 1995  | SC Internacional - Santos FC 4:2     |
| 7 września 1995  | Goiás EC - EC Bahia 2:0              |
| 13 września 1995 | EC Juventude - EC Vitória 0:0        |

#### Kolejka 7
| Data             | Mecz                                   |
| ---------------- | -------------------------------------- |
| 7 września 1995  | SE Palmeiras - Botafogo FR 2:1         |
| 9 września 1995  | Corinthians Paulista - CR Flamengo 2:1 |
| 9 września 1995  | Atlético Mineiro - Santos FC 1:2       |
| 10 września 1995 | EC Juventude - CA Bragantino 1:1       |
| 10 września 1995 | Grêmio Porto Alegre - Guarani FC 2:1   |
| 10 września 1995 | Cruzeiro EC - EC Vitória 3:0           |
| 10 września 1995 | CR Vasco da Gama - São Paulo 1:0       |
| 10 września 1995 | Fluminense FC - Portuguesa 0:1         |
| 10 września 1995 | Goiás EC - União São João EC 3:0       |
| 10 września 1995 | Sport Recife - SC Internacional 2:0    |
| 10 września 1995 | EC Bahia - Criciúma 0:0                |

#### Kolejka 8
| Data             | Mecz                                     |
| ---------------- | ---------------------------------------- |
| 13 września 1995 | CR Vasco da Gama - SC Internacional 0:2  |
| 13 września 1995 | União São João EC - Atlético Mineiro 0:2 |
| 13 września 1995 | EC Juventude - CR Flamengo 0:2           |
| 13 września 1995 | Corinthians Paulista - SE Palmeiras 0:2  |
| 13 września 1995 | Guarani FC - CA Bragantino 3:3           |
| 13 września 1995 | Paysandu SC - Cruzeiro EC 1:3            |
| 13 września 1995 | EC Vitória - Paraná Clube 3:3            |
| 13 września 1995 | Sport Recife - CR Vasco da Gama 1:0      |
| 13 września 1995 | Criciúma - União São João EC 1:1         |
| 16 września 1995 | Grêmio Porto Alegre - Botafogo FR 2:3    |
| 16 września 1995 | EC Bahia - São Paulo 1:0                 |

#### Kolejka 9
| Data                | Mecz                                  |
| ------------------- | ------------------------------------- |
| 19 września 1995    | Santos FC - São Paulo 0:1             |
| 20 września 1995    | Botafogo FR - EC Juventude 0:0        |
| 20 września 1995    | Corinthians Paulista - EC Vitória 3:0 |
| 20 września 1995    | SE Palmeiras - Paysandu SC 2:1        |
| 20 września 1995    | Paraná Clube - CA Bragantino 0:0      |
| 20 września 1995    | Fluminense FC - Sport Recife 2:0      |
| 20 września 1995    | União São João EC - Portuguesa 2:0    |
| 20 września 1995    | Criciúma - Atlético Mineiro 2:0       |
| 20 września 1995    | SC Internacional - Goiás EC 1:1       |
| 21 września 1995    | CR Flamengo - Grêmio Porto Alegre 2:2 |
| 21 września 1995    | CR Vasco da Gama - EC Bahia 2:3       |
| 4 października 1995 | Cruzeiro EC - Guarani FC 2:0          |

#### Kolejka 10
| Data             | Mecz                                    |
| ---------------- | --------------------------------------- |
| 23 września 1995 | EC Vitória - SE Palmeiras 0:0           |
| 23 września 1995 | SC Internacional - Fluminense FC 1:0    |
| 23 września 1995 | São Paulo - Sport Recife 1:0            |
| 24 września 1995 | CR Flamengo - Botafogo FR 1:3           |
| 24 września 1995 | Paysandu SC - Corinthians Paulista 3:3  |
| 24 września 1995 | CA Bragantino - Grêmio Porto Alegre 2:0 |
| 24 września 1995 | Guarani FC - EC Juventude 0:1           |
| 24 września 1995 | Paraná Clube - Cruzeiro EC 1:2          |
| 24 września 1995 | Criciúma - CR Vasco da Gama 1:0         |
| 24 września 1995 | Portuguesa - EC Bahia 5:2               |
| 24 września 1995 | Santos FC - União São João EC 3:2       |
| 24 września 1995 | Goiás EC - Atlético Mineiro 0:0         |

#### Kolejka 11
| Data                | Mecz                                    |
| ------------------- | --------------------------------------- |
| 26 września 1995    | União São João EC - Sport Recife 1:2    |
| 27 września 1995    | Goiás EC - Criciúma 0:2                 |
| 28 września 1995    | CR Flamengo - EC Vitória 0:1            |
| 28 września 1995    | Atlético Mineiro - SC Internacional 0:1 |
| 4 października 1995 | São Paulo - Portuguesa 1:0              |

#### Kolejka 12
| Data                | Mecz                                    |
| ------------------- | --------------------------------------- |
| 30 września 1995    | Paraná Clube - CR Flamengo 2:0          |
| 30 września 1995    | Criciúma - São Paulo 0:1                |
| 30 września 1995    | Corinthians Paulista - EC Juventude 0:1 |
| 1 października 1995 | Cruzeiro EC - Botafogo FR 5:3           |
| 1 października 1995 | SE Palmeiras - Grêmio Porto Alegre 3:0  |
| 1 października 1995 | EC Vitória - CA Bragantino 0:1          |
| 1 października 1995 | Paysandu SC - Guarani FC 2:2            |
| 1 października 1995 | CR Vasco da Gama - Atlético Mineiro 2:3 |
| 1 października 1995 | Fluminense FC - Goiás EC 1:0            |
| 1 października 1995 | SC Internacional - Portuguesa 0:1       |
| 1 października 1995 | Santos FC - EC Bahia 3:2                |
| 4 października 1995 | Paraná Clube - Paysandu SC 1:0          |

#### Kolejka 13
| Data                | Mecz                                           |
| ------------------- | ---------------------------------------------- |
| 7 października 1995 | Grêmio Porto Alegre - Corinthians Paulista 2:1 |
| 7 października 1995 | Goiás EC - CR Vasco da Gama 4:0                |
| 7 października 1995 | Portuguesa - Criciúma 2:1                      |
| 8 października 1995 | Botafogo FR - Paraná Clube 0:0                 |
| 8 października 1995 | CR Flamengo - Cruzeiro EC 0:2                  |
| 8 października 1995 | EC Juventude - SE Palmeiras 1:1                |
| 8 października 1995 | CA Bragantino - Paysandu SC 2:0                |
| 8 października 1995 | Guarani FC - EC Vitória 3:1                    |
| 8 października 1995 | Atlético Mineiro - Fluminense FC 0:0           |
| 8 października 1995 | São Paulo - SC Internacional 1:1               |
| 8 października 1995 | Sport Recife - Santos FC 1:2                   |
| 8 października 1995 | EC Bahia - União São João EC 1:0               |

#### Tabele pierwszego etapu
| Poz | Klub                 | Mecze | Zw | Rem | Por | Pkt | BrZd | BrStr |
| --- | -------------------- | ----- | -- | --- | --- | --- | ---- | ----- |
| 1   | Cruzeiro EC          | 11    | 8  | 1   | 2   | 25  | 23   | 11    |
| 2   | SE Palmeiras         | 11    | 7  | 2   | 2   | 23  | 19   | 8     |
| 3   | CA Bragantino        | 11    | 6  | 3   | 2   | 21  | 15   | 10    |
| 4   | Paraná Clube         | 11    | 5  | 4   | 2   | 19  | 13   | 8     |
| 5   | Botafogo FR          | 11    | 5  | 3   | 3   | 18  | 20   | 16    |
| 6   | Guarani FC           | 11    | 3  | 3   | 5   | 12  | 13   | 18    |
| 7   | Grêmio Porto Alegre  | 11    | 3  | 3   | 5   | 12  | 12   | 18    |
| 8   | EC Juventude         | 11    | 2  | 6   | 3   | 12  | 6    | 9     |
| 9   | EC Vitória           | 11    | 2  | 5   | 4   | 11  | 10   | 16    |
| 10  | Paysandu SC          | 11    | 2  | 4   | 5   | 10  | 14   | 18    |
| 11  | Corinthians Paulista | 11    | 2  | 2   | 7   | 8   | 13   | 18    |
| 12  | CR Flamengo          | 11    | 2  | 2   | 7   | 8   | 9    | 17    |

| Poz | Klub              | Mecze | Zw | Rem | Por | Pkt | BrZd | BrStr |
| --- | ----------------- | ----- | -- | --- | --- | --- | ---- | ----- |
| 1   | Fluminense FC     | 11    | 6  | 3   | 2   | 21  | 10   | 4     |
| 2   | SC Internacional  | 11    | 6  | 3   | 2   | 21  | 15   | 10    |
| 3   | Santos FC         | 11    | 6  | 1   | 4   | 19  | 19   | 18    |
| 4   | São Paulo         | 11    | 5  | 4   | 2   | 19  | 9    | 5     |
| 5   | Portuguesa        | 11    | 5  | 3   | 3   | 18  | 16   | 14    |
| 6   | Goiás EC          | 11    | 4  | 4   | 3   | 16  | 15   | 9     |
| 7   | Criciúma          | 11    | 4  | 3   | 4   | 15  | 10   | 8     |
| 8   | EC Bahia          | 11    | 4  | 2   | 5   | 14  | 13   | 16    |
| 9   | Sport Recife      | 11    | 3  | 3   | 5   | 12  | 9    | 11    |
| 10  | CR Vasco da Gama  | 11    | 3  | 2   | 6   | 11  | 14   | 20    |
| 11  | Atlético Mineiro  | 11    | 2  | 5   | 4   | 11  | 9    | 12    |
| 12  | União São João EC | 11    | 1  | 1   | 9   | 4   | 7    | 19    |

### Drugi etap

#### Kolejka 1
| Data                 | Mecz                                  |
| -------------------- | ------------------------------------- |
| 11 października 1995 | União São João EC - Guarani FC 1:2    |
| 11 października 1995 | Goiás EC - Paraná Clube 2:1           |
| 12 października 1995 | São Paulo - Botafogo FR 0:2           |
| 12 października 1995 | Portuguesa - Corinthians Paulista 0:1 |
| 12 października 1995 | CR Vasco da Gama - SE Palmeiras 0:1   |
| 12 października 1995 | Santos FC - CA Bragantino 4:4         |
| 12 października 1995 | Atlético Mineiro - Cruzeiro EC 2:0    |
| 12 października 1995 | EC Bahia - Grêmio Porto Alegre 1:0    |
| 12 października 1995 | Sport Recife - EC Juventude 3:1       |
| 12 października 1995 | SC Internacional - EC Vitória 3:1     |
| 12 października 1995 | Criciúma - Paysandu SC 4:1            |

#### Kolejka 2
| Data                 | Mecz                                        |
| -------------------- | ------------------------------------------- |
| 14 października 1995 | Guarani FC - São Paulo 4:2                  |
| 14 października 1995 | Paraná Clube - Fluminense FC 1:1            |
| 15 października 1995 | Botafogo FR - SC Internacional 0:0          |
| 15 października 1995 | CR Flamengo - Criciúma 1:0                  |
| 15 października 1995 | Corinthians Paulista - Atlético Mineiro 3:1 |
| 15 października 1995 | CA Bragantino - Portuguesa 3:0              |
| 15 października 1995 | Cruzeiro EC - CR Vasco da Gama 2:3          |
| 15 października 1995 | Grêmio Porto Alegre - União São João EC 2:0 |
| 15 października 1995 | EC Juventude - Santos FC 1:1                |
| 15 października 1995 | EC Vitória - Sport Recife 0:2               |
| 15 października 1995 | Paysandu SC - EC Bahia 2:2                  |

#### Kolejka 3
| Data                 | Mecz                                 |
| -------------------- | ------------------------------------ |
| 18 października 1995 | Fluminense FC - CR Flamengo 0:0      |
| 19 października 1995 | Santos FC - Grêmio Porto Alegre 4:1  |
| 21 października 1995 | EC Bahia - CR Flamengo 2:2           |
| 21 października 1995 | Criciúma - Corinthians Paulista 1:1  |
| 22 października 1995 | Sport Recife - Botafogo FR 1:2       |
| 22 października 1995 | SC Internacional - SE Palmeiras 2:0  |
| 22 października 1995 | Atlético Mineiro - CA Bragantino 1:1 |
| 22 października 1995 | Goiás EC - Guarani FC 3:1            |
| 22 października 1995 | Santos FC - Cruzeiro EC 2:1          |
| 22 października 1995 | União São João EC - Paraná Clube 2:1 |
| 22 października 1995 | Portuguesa - Grêmio Porto Alegre 3:2 |
| 22 października 1995 | São Paulo - EC Juventude 2:2         |
| 22 października 1995 | Fluminense FC - EC Vitória 2:1       |
| 22 października 1995 | CR Vasco da Gama - Paysandu SC 6:1   |

#### Kolejka 4
| Data                 | Mecz                                    |
| -------------------- | --------------------------------------- |
| 24 października 1995 | Fluminense FC - Grêmio Porto Alegre 0:0 |
| 25 października 1995 | SE Palmeiras - Goiás EC 2:1             |
| 28 października 1995 | Botafogo FR - Portuguesa 2:0            |
| 28 października 1995 | SE Palmeiras - Fluminense FC 1:1        |
| 29 października 1995 | CR Flamengo - CR Vasco da Gama 1:1      |
| 29 października 1995 | Corinthians Paulista - São Paulo 1:0    |
| 29 października 1995 | CA Bragantino - Criciúma 0:0            |
| 29 października 1995 | Guarani FC - SC Internacional 2:1       |
| 29 października 1995 | Cruzeiro EC - Goiás EC 0:0              |
| 29 października 1995 | Paraná Clube - Atlético Mineiro 2:3     |
| 29 października 1995 | Grêmio Porto Alegre - Sport Recife 1:0  |
| 29 października 1995 | EC Juventude - EC Bahia 3:0             |
| 29 października 1995 | EC Vitória - Santos FC 4:0              |
| 29 października 1995 | Paysandu SC - União São João EC 2:2     |

#### Kolejka 5
| Data                 | Mecz                                       |
| -------------------- | ------------------------------------------ |
| 31 października 1995 | SC Internacional - Grêmio Porto Alegre 0:1 |
| 1 listopada 1995     | CR Vasco da Gama - CA Bragantino 3:1       |
| 4 listopada 1995     | Criciúma - Botafogo FR 1:1                 |
| 4 listopada 1995     | Goiás EC - Corinthians Paulista 2:1        |
| 5 listopada 1995     | SC Internacional - CR Flamengo 0:0         |
| 5 listopada 1995     | Atlético Mineiro - SE Palmeiras 2:0        |
| 5 listopada 1995     | Fluminense FC - Guarani FC 2:1             |
| 5 listopada 1995     | Portuguesa - Cruzeiro EC 0:0               |
| 5 listopada 1995     | São Paulo - Paraná Clube 3:1               |
| 5 listopada 1995     | União São João EC - EC Juventude 0:1       |
| 5 listopada 1995     | EC Bahia - EC Vitória 1:1                  |
| 5 listopada 1995     | Sport Recife - Paysandu SC 1:1             |
| 5 listopada 1995     | Grêmio Porto Alegre - CR Vasco da Gama 2:1 |

#### Kolejka 6
| Data              | Mecz                                    |
| ----------------- | --------------------------------------- |
| 7 listopada 1995  | Corinthians Paulista - Sport Recife 3:2 |
| 8 listopada 1995  | Cruzeiro EC - São Paulo 1:3             |
| 8 listopada 1995  | Grêmio Porto Alegre - Goiás EC 1:2      |
| 8 listopada 1995  | EC Vitória - Criciúma 0:0               |
| 9 listopada 1995  | SE Palmeiras - EC Bahia 3:0             |
| 9 listopada 1995  | Botafogo FR - União São João EC 3:0     |
| 9 listopada 1995  | CR Flamengo - Santos FC 0:3             |
| 9 listopada 1995  | CA Bragantino - Fluminense FC 1:0       |
| 9 listopada 1995  | EC Juventude - Atlético Mineiro 1:1     |
| 10 listopada 1995 | Paraná Clube - Portuguesa 2:2           |

#### Kolejka 7
| Data              | Mecz                                        |
| ----------------- | ------------------------------------------- |
| 11 listopada 1995 | Grêmio Porto Alegre - São Paulo 2:1         |
| 11 listopada 1995 | EC Vitória - CR Vasco da Gama 1:0           |
| 11 listopada 1995 | Corinthians Paulista - SC Internacional 2:1 |
| 12 listopada 1995 | Botafogo FR - Atlético Mineiro 5:0          |
| 12 listopada 1995 | CR Flamengo - Goiás EC 2:1                  |
| 12 listopada 1995 | SE Palmeiras - Criciúma 2:0                 |
| 12 listopada 1995 | CA Bragantino - EC Bahia 3:0                |
| 12 listopada 1995 | Guarani FC - Sport Recife 3:1               |
| 12 listopada 1995 | Cruzeiro EC - União São João EC 2:1         |
| 12 listopada 1995 | Paraná Clube - Santos FC 0:0                |
| 12 listopada 1995 | EC Juventude - Portuguesa 0:0               |
| 12 listopada 1995 | Paysandu SC - Fluminense FC 0:0             |

#### Kolejka 8
| Data              | Mecz                                       |
| ----------------- | ------------------------------------------ |
| 15 listopada 1995 | Paysandu SC - SC Internacional 0:0         |
| 15 listopada 1995 | Criciúma - EC Juventude 1:1                |
| 16 listopada 1995 | Guarani FC - CR Vasco da Gama 0:1          |
| 16 listopada 1995 | Atlético Mineiro - Grêmio Porto Alegre 2:1 |
| 18 listopada 1995 | Goiás EC - Botafogo FR 0:1                 |
| 18 listopada 1995 | União São João EC - SE Palmeiras 0:3       |
| 18 listopada 1995 | São Paulo - EC Vitória 2:0                 |
| 18 listopada 1995 | Grêmio Porto Alegre - Criciúma 1:0         |
| 19 listopada 1995 | Atlético Mineiro - CR Flamengo 2:1         |
| 19 listopada 1995 | CR Vasco da Gama - Paraná Clube 1:3        |
| 19 listopada 1995 | EC Bahia - Guarani FC 1:0                  |
| 19 listopada 1995 | Sport Recife - CA Bragantino 2:0           |
| 19 listopada 1995 | Fluminense FC - Cruzeiro EC 0:2            |
| 19 listopada 1995 | Portuguesa - Paysandu SC 2:1               |
| 19 listopada 1995 | Santos FC - Corinthians Paulista 3:0       |

#### Kolejka 9
| Data              | Mecz                                         |
| ----------------- | -------------------------------------------- |
| 21 listopada 1995 | CR Flamengo - Sport Recife 2:1               |
| 21 listopada 1995 | Cruzeiro EC - Criciúma 4:1                   |
| 22 listopada 1995 | SE Palmeiras - Santos FC 0:1                 |
| 22 listopada 1995 | Botafogo FR - EC Bahia 2:0                   |
| 22 listopada 1995 | CA Bragantino - Goiás EC 2:1                 |
| 22 listopada 1995 | Paraná Clube - SC Internacional 2:2          |
| 22 listopada 1995 | EC Juventude - Fluminense FC 3:1             |
| 22 listopada 1995 | EC Vitória - Portuguesa 1:2                  |
| 22 listopada 1995 | Paysandu SC - São Paulo 1:0                  |
| 23 listopada 1995 | Guarani FC - Atlético Mineiro 1:3            |
| 24 listopada 1995 | Corinthians Paulista - União São João EC 2:1 |

#### Kolejka 10
| Data              | Mecz                                     |
| ----------------- | ---------------------------------------- |
| 25 listopada 1995 | Portuguesa - CR Flamengo 1:1             |
| 25 listopada 1995 | Santos FC - Paysandu SC 2:1              |
| 26 listopada 1995 | CR Vasco da Gama - Botafogo FR 0:2       |
| 26 listopada 1995 | Fluminense FC - Corinthians Paulista 1:1 |
| 26 listopada 1995 | São Paulo - SE Palmeiras 0:2             |
| 26 listopada 1995 | SC Internacional - CA Bragantino 2:2     |
| 26 listopada 1995 | Criciúma - Guarani FC 2:0                |
| 26 listopada 1995 | Sport Recife - Cruzeiro EC 1:0           |
| 26 listopada 1995 | EC Bahia - Paraná Clube 0:2              |
| 26 listopada 1995 | Goiás EC - EC Juventude 1:2              |
| 26 listopada 1995 | União São João EC - EC Vitória 1:5       |
| 27 listopada 1995 | Atlético Mineiro - Paysandu SC 3:0       |

#### Kolejka 11
| Data              | Mecz                                |
| ----------------- | ----------------------------------- |
| 29 listopada 1995 | Santos FC - Botafogo FR 3:1         |
| 29 listopada 1995 | EC Bahia - Corinthians Paulista 2:1 |
| 29 listopada 1995 | Sport Recife - SE Palmeiras 2:3     |
| 29 listopada 1995 | Portuguesa - Guarani FC 0:0         |
| 29 listopada 1995 | SC Internacional - Cruzeiro EC 2:0  |
| 29 listopada 1995 | Criciúma - Paraná Clube 0:0         |
| 29 listopada 1995 | Goiás EC - EC Vitória 2:0           |
| 30 listopada 1995 | São Paulo - CA Bragantino 2:0       |
| 30 listopada 1995 | CR Vasco da Gama - EC Juventude 1:2 |
| 9 grudnia 1995    | União São João EC - CR Flamengo 2:2 |

#### Kolejka 12
| Data           | Mecz                                        |
| -------------- | ------------------------------------------- |
| 2 grudnia 1995 | Corinthians Paulista - CR Vasco da Gama 3:1 |
| 2 grudnia 1995 | CA Bragantino - União São João EC 3:1       |
| 3 grudnia 1995 | Botafogo FR - Fluminense FC 1:1             |
| 3 grudnia 1995 | CR Flamengo - São Paulo 2:2                 |
| 3 grudnia 1995 | SE Palmeiras - Portuguesa 1:2               |
| 3 grudnia 1995 | Cruzeiro EC - EC Bahia 5:0                  |
| 3 grudnia 1995 | Paraná Clube - Sport Recife 2:0             |
| 3 grudnia 1995 | EC Juventude - SC Internacional 2:1         |
| 3 grudnia 1995 | EC Vitória - Atlético Mineiro 0:3           |
| 3 grudnia 1995 | Paysandu SC - Goiás EC 1:2                  |
| 3 grudnia 1995 | Guarani FC - Santos FC 0:2                  |

#### Tabele drugiego etapu
| Poz | Klub                 | Mecze | Zw | Rem | Por | Pkt | BrZd | BrStr |
| --- | -------------------- | ----- | -- | --- | --- | --- | ---- | ----- |
| 1   | Botafogo FR          | 12    | 8  | 3   | 1   | 27  | 22   | 6     |
| 2   | Corinthians Paulista | 12    | 7  | 2   | 3   | 23  | 19   | 15    |
| 3   | EC Juventude         | 12    | 6  | 5   | 1   | 23  | 19   | 12    |
| 4   | SE Palmeiras         | 12    | 7  | 1   | 4   | 22  | 18   | 11    |
| 5   | Grêmio Porto Alegre  | 12    | 6  | 1   | 5   | 19  | 14   | 14    |
| 6   | CA Bragantino        | 12    | 5  | 4   | 3   | 19  | 20   | 16    |
| 7   | CR Flamengo          | 12    | 3  | 7   | 2   | 16  | 14   | 15    |
| 8   | Cruzeiro EC          | 12    | 4  | 2   | 6   | 14  | 17   | 15    |
| 9   | Paraná Clube         | 12    | 3  | 5   | 4   | 14  | 17   | 16    |
| 10  | Guarani FC           | 12    | 4  | 1   | 7   | 13  | 14   | 19    |
| 11  | EC Vitória           | 12    | 3  | 2   | 7   | 11  | 14   | 18    |
| 12  | Paysandu SC          | 12    | 1  | 5   | 6   | 8   | 11   | 24    |

| Poz | Klub              | Mecze | Zw | Rem | Por | Pkt | BrZd | BrStr |
| --- | ----------------- | ----- | -- | --- | --- | --- | ---- | ----- |
| 1   | Santos FC         | 12    | 8  | 3   | 1   | 27  | 25   | 13    |
| 2   | Atlético Mineiro  | 12    | 8  | 2   | 2   | 26  | 23   | 15    |
| 3   | Goiás EC          | 12    | 5  | 1   | 5   | 19  | 17   | 14    |
| 4   | Portuguesa        | 12    | 4  | 5   | 3   | 17  | 12   | 14    |
| 5   | São Paulo         | 12    | 4  | 2   | 6   | 14  | 17   | 18    |
| 6   | SC Internacional  | 12    | 3  | 5   | 4   | 14  | 14   | 12    |
| 7   | CR Vasco da Gama  | 12    | 4  | 1   | 7   | 13  | 18   | 19    |
| 8   | Sport Recife      | 12    | 4  | 1   | 7   | 13  | 16   | 18    |
| 9   | Fluminense FC     | 12    | 2  | 7   | 3   | 13  | 9    | 12    |
| 10  | EC Bahia          | 12    | 3  | 3   | 6   | 12  | 9    | 24    |
| 11  | Criciúma          | 12    | 2  | 6   | 4   | 12  | 10   | 12    |
| 12  | União São João EC | 12    | 1  | 2   | 9   | 5   | 11   | 28    |

### 1/2 finału
| Cruzeiro EC - Botafogo FR 1:1 i 0:0 1 06.12 Paulinho Vieira - Tulio 2 10.12                                                                                 |
| Fluminense FC - Santos FC 4:1 i 2:5 1 07.12 Renato, Ronald, Leonardo, Cadu - Giovanni 2 10.12 Rogerinho 2 - Geovanni 2, Macedo, Camanducaia, Marcelo Passos |

Santos FC i Botafogo FR awansowały do finału dzięki lepszemu dorobkowi punktowemu.

### Finał
| Botafogo FR - Santos FC 2:1 i 1:1 |
| 14 grudnia 1995 Rio de Janeiro Maracanã (53 668) Botafogo FR - Santos FC 2:1 (2:1) Sędzia: Sidrack Marinho dos Santos Bramki: 1:0 Wilson Gottardo 18, 1:1 Giovanni 38, 2:1 Túlio 44 Botafogo de Futebol e Regatas (trener Paulo Autuori): Vágner - Wilson Goiano, Wilson Gottardo, Gonçalves, André Silva (Iranildo), Jamir, Leandro, Beto, Sérgio Manoel, Donizete (Moisés), Túlio Santos FC (trener Cabralzinho): Edinho - Narciso, Marquinhos Capixaba, Marcos Paulo, Gallo, Carlinhos, Marcelo Passos, Giovanni, Jamelli (Macedo), Robert (Camanducaia) |
| 17 grudnia 1995 Rio de Janeiro Estádio do Pacaembu (28 488) Santos FC - Botafogo FR 1:1 (0:1) Sędzia: Márcio Rezende de Freitas Bramki: 0:1 Túlio, 1:1 Marcelo Passos 46 Santos FC (trener Cabralzinho): Edinho - Marquinhos Capixaba, Ronaldo, Narciso, Marcos Adriano, Carlinhos, Marcelo Passos, Robert (Macedo), Jamelli, Giovanni, Camanducaia Botafogo de Futebol e Regatas (trener Paulo Autuori): Vágner - Wilson Goiano, Wilson Gottardo, Gonçalves, André Silva (Moisés), Leandro, Jamir, Beto, Sérgio Manoel, Donizete, Túlio                    |

Mistrzem Brazylii w 1995 roku został klub Botafogo FR, natomiast klub Santos FC został wicemistrzem Brazylii.

## Końcowa klasyfikacja sezonu 1995
| Poz | Klub                 | Mecze | Zw | Rem | Por | Pkt | BrZd | BrStr |
| --- | -------------------- | ----- | -- | --- | --- | --- | ---- | ----- |
| 1   | Botafogo FR          | 27    | 14 | 9   | 4   | 51  | 46   | 25    |
| 2   | Santos FC            | 27    | 15 | 5   | 7   | 50  | 52   | 40    |
| 3   | Cruzeiro EC          | 25    | 12 | 5   | 8   | 41  | 41   | 27    |
| 4   | Fluminense FC        | 25    | 9  | 10  | 6   | 37  | 25   | 22    |
| 5   | SE Palmeiras         | 23    | 14 | 3   | 6   | 45  | 37   | 19    |
| 6   | CA Bragantino        | 23    | 11 | 7   | 5   | 40  | 35   | 26    |
| 7   | Atlético Mineiro     | 23    | 10 | 7   | 6   | 37  | 32   | 27    |
| 8   | Goiás EC             | 23    | 10 | 5   | 8   | 35  | 32   | 23    |
| 9   | SC Internacional     | 23    | 9  | 8   | 6   | 35  | 29   | 22    |
| 10  | Portuguesa           | 23    | 9  | 8   | 6   | 35  | 28   | 28    |
| 11  | EC Juventude         | 23    | 8  | 11  | 4   | 35  | 25   | 21    |
| 12  | São Paulo            | 23    | 9  | 6   | 8   | 33  | 26   | 23    |
| 13  | Paraná Clube         | 23    | 8  | 9   | 6   | 33  | 30   | 24    |
| 14  | Corinthians Paulista | 23    | 9  | 4   | 10  | 31  | 32   | 33    |
| 15  | Grêmio Porto Alegre  | 23    | 9  | 4   | 10  | 31  | 26   | 32    |
| 16  | Criciúma             | 23    | 6  | 9   | 8   | 27  | 20   | 20    |
| 17  | EC Bahia             | 23    | 7  | 5   | 11  | 26  | 22   | 40    |
| 18  | Guarani FC           | 23    | 7  | 4   | 12  | 25  | 27   | 37    |
| 19  | Sport Recife         | 23    | 7  | 4   | 12  | 25  | 25   | 29    |
| 20  | CR Vasco da Gama     | 23    | 7  | 3   | 13  | 24  | 32   | 39    |
| 21  | CR Flamengo          | 23    | 5  | 9   | 9   | 24  | 23   | 32    |
| 22  | EC Vitória           | 23    | 5  | 7   | 11  | 22  | 24   | 34    |
| 23  | Paysandu SC          | 23    | 3  | 9   | 11  | 18  | 25   | 42    |
| 24  | União São João EC    | 23    | 2  | 3   | 18  | 9   | 18   | 47    |